# Sherman Cárdenas
Pour les articles homonymes, voir Cárdenas.
Sherman Andrés Cárdenas Estupiñán (né le 7 août 1989 à Bucaramanga) est un footballeur colombien qui évolue au poste de milieu ou d'attaquant du football. Il joue pour l'Alianza Petrolera FC.
Il fait ses débuts en championnat le 28 août 2005 contre le Real Carthagène. Il est alors seulement âgé de 16 ans et de 21 jours, ce qui fait de lui l'un des plus jeunes joueurs ayant jamais joué dans la Copa Mustang, le championnat colombien.
Au niveau international, il a fait partie l'équipe espoir de Colombie qui a remporté les jeux d'Amérique centrale et des Caraïbes à Carthagène et joué avec l'équipe colombienne en 2007 au championnat d'Amérique du Sud des moins de 20 ans au Paraguay, marquant son premier but international contre le Venezuela le 16 janvier 2007.